# Sigynnen
Die Sigynnen sind eine alteuropäische Ethnie, wahrscheinlich iranischer Herkunft.
Sie kommen bei Herodot als eine der Völkerschaften Thrakiens vor:
Was den Teil des Landes, der weiter gegen Norden liegt betrifft, so kann niemand mit Gewissheit sagen, was er für Einwohner hat; sondern schon das was jenseits des Isters liegt, scheint ganz wüst und unzugänglich zu sein. Ich habe weiter nichts dazu erfahren können, als das gewisse Leute daselbst wohnen, die Sigynnen heißen und wie die Meder gekleidet sind; diese sollen Pferde haben, die am ganzen Leibe ganz rau sind und Haare haben, die fünf Finger lang sind. Sie sind sehr klein und haben eingedrückte Nasen und sind nicht einmal stark genug, einen Menschen zu tragen. Wenn sie aber vor den Wagen gespannt werden, so sind sie sehr schnell, und mit diesen fahren die Einwohner herum. Ihre Grenzen sollen an die Veneter stoßen, die am Adriatischen Meer wohnen. Sie geben sich für Abkömmlinge der Meder aus, wie das aber zugeht, kann ich nicht sagen. In einer langen Zeit kann alles geschehen. Bei den Liguriern, die oben über Massalia wohnen, bedeutet das Wort Sigynnes Märkler, bei den Cypriern aber Wurfspieße.
Für Ignac Orožen, den Verfasser der Celska Kronika, sollen sie mit den Venetern und Liburnern die ältesten Bewohner auf dem Gebiet der heutigen Untersteiermark und somit auch in der Umgebung von Cilli gewesen sein. Orožen bringt über den Namen der Sigynnen eine Etymologie des Namens Pannonien, bei der er sich auf obiges stützt: mit Medien hätten griechische Schriftsteller und Historiker das heutige Indien bezeichnet (was bei Herodot aber keineswegs zutrifft). Die ligurische Wortbedeutung liest Orožen als „Händler“ – in der „indischen Sprache“ heiße Händler oder Kaufmann aber Panan. Orožen meint daher, dass der Name Pannonien von den Sigynnen komme.